# Roscoff
Roscoff (tiếng Breton: Rosko) là một xã của tỉnh Finistère, thuộc vùng Bretagne, miền tây bắc Pháp.

## Dân số
Người dân ở Roscoff được gọi là Roscovites.